# 劉顯曾
劉顯曾（？—？），江蘇儀徵人，清朝政治人物、進士出身。
光緒十八年（1892年），参加光緒壬辰科殿試，登進士二甲83名。同年五月，以主事分部学习。